# Фирма
Фи́рма (англ. firm) — это единица предпринимательской деятельности, оформленная юридически и реализующая собственные интересы посредством производства и продажи товаров и услуг с использованием различных факторов производства.

## Определение
Согласно К.Р. Макконнеллу и С.Л. Брю фирма — это организация, использующая экономические ресурсы для производства товаров (оказания услуг) для получения прибыли, и владеющая (управляющая) одним или несколькими предприятиями.
Исторически (в гражданском праве России первой половины XX века) термин «фирма» означал наименование коммерческого товарищества (общества).
Кроме того, этот термин может означать фирменное наименование коммерческой организации или экономический термин, используемый для описания группы индивидуумов, объединившихся для получения экономической выгоды (введён Рональдом Коузом в работе «Природа фирмы» (англ. The Nature of Firm, 1937).

## Классификация фирм
Частный (предпринимательский) сектор в экономике включает большое разнообразие фирм. В зависимости от признака классификации фирмы могут делать на различные виды и формы.
Так, в зависимости от форм собственности (или организационно-правовых форм) фирмы делятся на фирма виды: единоличная фирма, партнерство (в отечественной науке — товарищество), корпорация. 
Единоличная фирма — вид фирмы, в которой собственником является одно частное лицо. Роль менеджера (руководителя) и владельца в данном виде фирм выполняет одно и то же лицо, которое осуществляет индивидуальную предпринимательскую деятельность в собственных интересах.  Аналог в Российской Федерации: индивидуальный предприниматель (ИП).
Партнерство (товарищество) — фирма, в числе владельцев которой состоит два и более лиц. Как отмечают заслуженный профессора экономики (в отставке) Университета штата Небраска К. Р. Макконнелла и профессор экономики Тихоокеанского лютеранского университета С. Л. Брю, партнёрство в той или иной степени является следствием естественного развития единоличной фирмы. Данная форма возникла в попытке преодолеть некоторые недостатки единоличной фирмы.
Корпорация – форма собственности фирмы, в которой множество лиц объединены для совместной деятельности как единое юридическое лицо.

## Концепции фирм
В экономической науке существует разнообразные концепции фирм:
- неоклассическая концепция
- институциональная концепция
- бихевиористская концепция

Неоклассическая концепция определяет фирму как производственную единицу, целью которой является максимальное получение прибыли. Деятельность производственной единицы описывается производственной функцией. В данном случае главная задача фирмы — установление таких соотношений ресурсов, которые позволили бы обеспечить наименьший уровень издержек производства. Данная концепция основывается на таких элементах: полная и точная информация, рациональное поведение, неизменные цены.
Для институциональной концепции фирма представляет собой сложную иерархическую структуру, которая действует в условиях рыночной неопределенности. На поведение фирмы существенное влияние оказывает асимметричность информации. Эта концепция строится на основе анализа проблемы распределения прав собственности. В то же время для определения размеров фирмы используется отношение между трансакционными издержками, то есть затратами, возникающих при заключении контрактов и издержками контроля в процессе согласования управленческих решений владельцев экономических ресурсов.